# واسیلی دانیلوف
واسیلی دانیلوف (روسی: Василий Савельевич Данилов؛ زادهٔ ۱۳ مهٔ ۱۹۴۱) بازیکن فوتبال اهل اتحاد جماهیر شوروی سوسیالیستی بود.
از باشگاه‌هایی که در آن بازی کرده‌است می‌توان به باشگاه فوتبال شاختار دونتسک، باشگاه فوتبال زنیت سن پترزبورگ، و باشگاه فوتبال لوکوموتیو مسکو اشاره کرد.
وی همچنین در تیم ملی فوتبال شوروی بازی کرده‌است.